# Vzorový rodinný dům Svedlund
Vzorový rodinný dům Svedlund, též jen typ Svedlund, je rodinný dům ve Zlíně v ulici Nad Ovčírnou VI s číslem popisným 626, který přináleží ke vzorové kolonii rodinných domů U Lomu na jižním okraji města za Gahurovým prospektem. Obytná kolonie a s ní i tato stavba vznikly na základě mezinárodní bytové soutěže firmy Baťa vyhlášené v roce 1935. Autorem návrhu byl švédský architekt Erik Svedlund, který v soutěži získal jednu ze dvou nejvyšších udělených cen. Spolu s dvojicí nejvýše oceněných návrhů byly téhož roku postaveny ještě další dva soutěžní domy, žádný z nich se však nedostal do sériové výstavby. V roce 1983 byl objekt zapsán na seznam nemovitých kulturních památek.

## Historie
Po roce 1918 se v Baťově obuvnickém závodě spolu s růstem objemu výroby rapidně zvyšoval také počet zaměstnanců. Zlínský výrobní koncern se tak v meziválečném období spolu s rozvojem svých továren snažil zajistit svým zaměstnancům příhodné pracovní i životní podmínky, a to včetně bydlení. Nákladem firmy bylo ve městě jen v letech 1921–1938 zbudováno celkem 1 956 obytných domů v zahradních čtvrtích. Potřebné intenzity nabyla výstavba se standardizovaným druhem čtyřdomku, který během dvou let 1925–1927 souvisle pokryl dosud nezastavěné území dělnické čtvrti Letná a severně od řeky Dřevnice se začaly rozrůstat také Zálešná a Podvesná s využitím typizovaných dvojdomků. Stavěly se také svobodárny a internáty, čímž byla souhrnně v průběhu první poloviny 30. let prakticky překonána největší bytová nouze.

### Mezinárodní soutěž

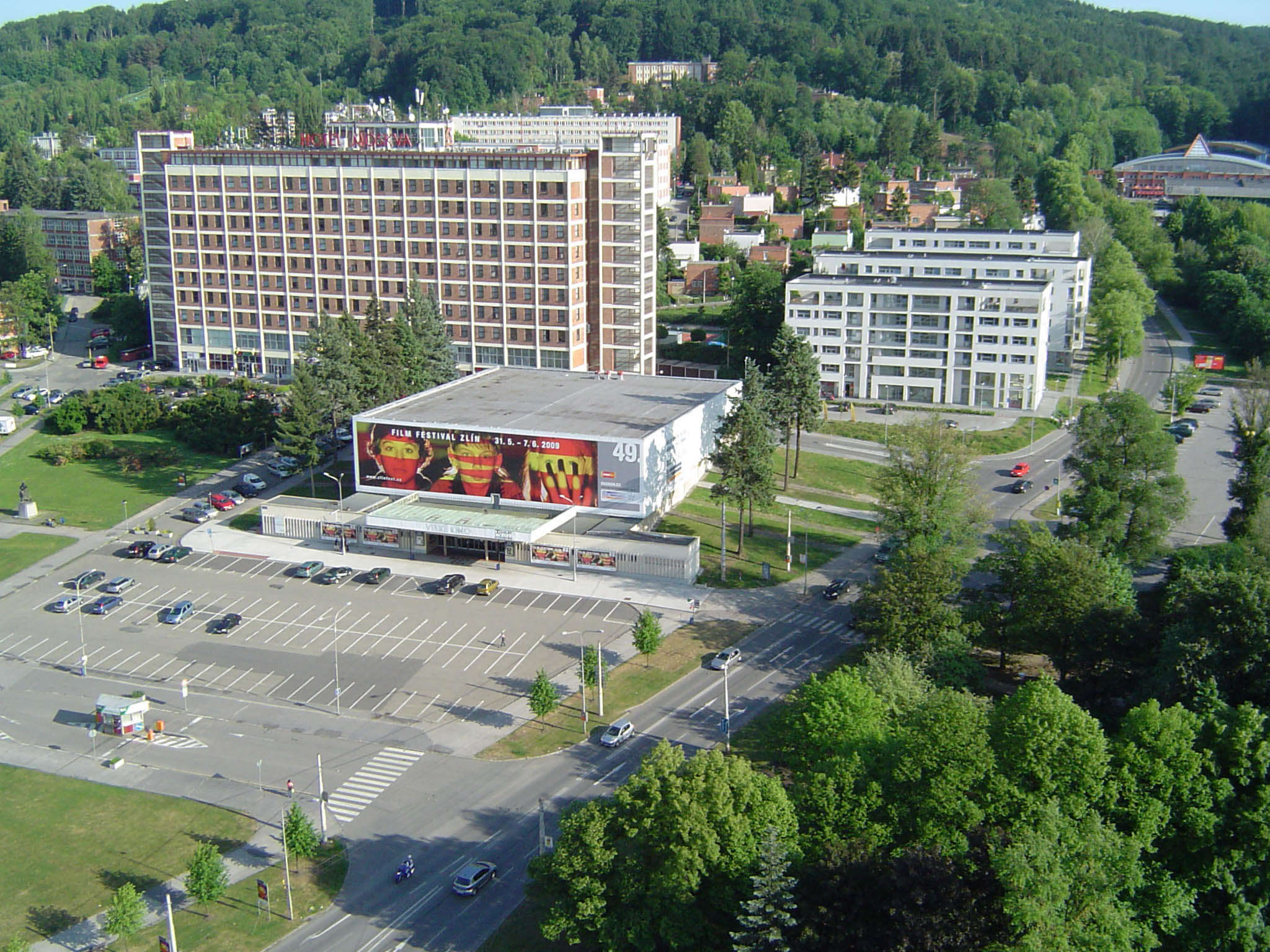
Za Velkým kinem a hotelem Zlín (Moskva) je při pohledu z Baťova mrakodrapu nepříliš zřetelně patrná drobná zástavba v kolonii U Lomu, završená na hraně lesa hotelem Tomášov.

S nástupem Jana Antonína Bati do vedení firmy po roce 1932 nastalo oživení v hledání nového výrazu a dispoziční stránky bytové výstavby. V roce 1935 byla vyhlášena mezinárodní soutěž na nový typ rodinného domu, jejímž hlavním výstupem se stala vzorová kolonie U Lomu. Cílem soutěže měly být levné a dobře dispozičně řešené byty včetně nábytku, respektující obvyklé zlínské konstrukční způsoby. Návrhy měly být předloženy zprvu do 15. března, termín byl pak o měsíc prodloužen. V porotě byli kromě Jana A. Bati a starosty města Dominika Čipery architekti František Lýdie Gahura, Bohuslav Fuchs, Pavel Janák, Dušan Jurkovič, Jaroslav Syřiště a dokonce švýcarský Le Corbusier. V květnu 1935 byly vyhlášeny výsledky a nastal tlak na rychlou realizaci staveb se záměrem prezentovat je 25. června téhož roku účastníkům mezinárodního kongresu zaměřeného na bytovou kulturu. Následně pak měly být vybrány typy vhodné pro hromadnou výstavbu ve Zlíně i Otrokovicích.
Do soutěže bylo přihlášeno celkem 289 návrhů, z nichž většina čítající 243 byla z Československa, další byly od architektů z osmi jiných evropských zemí. Po tříkolovém posuzování se porota nakonec rozhodla 1. a 2. cenu neudělit a udělila až dvě 3. ceny s odměnou 7 000 korun. Jednalo se o projekty dvojdomku Adolfa Benše a Františka Jecha a jednodomku švédského architekta Erika Svedlunda. Náklady na výstavbu Svedlundova návrhu byly v rámci soutěžních plánů vyhodnoceny jako nejnižší s předpokládanou cenou 36 000 korun. Ve vzorové kolonii U Lomu byly v roce 1935 postaveny kromě dvou nejlépe hodnocených ještě návrhy nadstandardního domu Vladimíra Karfíka a dvojdomku Antonína Vítka, žádný z nich se však sériové výstavby nedočkal.
V roce 1939 došlo u Svedlundova domu ke stavebním úpravám, neboť se uživatelům jevil jeho minimalistický obytný komfort jako nedostačující.

## Architektura
Jednodomek typ Svedlund je spolu s dalšími situován v experimentální kolonii U Lomu v jižní čtvrti Nad Ovčírnou ve svažitém terénu navazujícím na Gahurův prospekt dále za II. studijním ústavem (později sídlem Policie ČR). Jedná se o prominentní lokalitu v zeleni při okraji lesa s výhledy na město. Domek je oproti ostatním soutěžním stavbám umístěn ve svahu pod silnicí. Samostatně stojící jednopatrový domek s obytnou plochou 50 metrů čtverečních a plochou střechou využil pro Zlín typické cihelné spárované fasády z červeného režného zdiva, na sokl hladkou cementovou omítku. Netypickým prvkem se stala okna v přízemí se sníženým parapetem. Dřevěné výplně okenních a dveřních otvorů byly bíle natřené, autor použil také řadu kovových a betonových detailů (věnec a překlady nad okny, římsa).
Bydlení v domě je řešeno ve dvou etážích, přičemž dispoziční řešení je podobné ostatním domům. V přízemí se po čtyřech schodech vcházelo malou chodbičkou vpravo do kuchyně a vlevo na schodiště do suterénu a do obývacího pokoje s krbem a jídelním koutem, přístupným za posuvnými dveřmi i z kuchyně. Z obývacího pokoje vedly na západní straně dvoukřídlé dveře na terasu a v rohu pokoje schody do patra. Patro se členilo na dvě ložnice se samostatným vchodem – jednu pro rodiče a jednu pro děti – a koupelnu s toaletou, byl v něm i malý balkonek nad vstupní stříškou. Dětská ložnice byla znatelně menší, kromě dvou postelí a skříní v ní bylo místo na psací stolek pod oknem. V suterénu byla garáž pro jedno osobní vozidlo, sklad potravin a sklep s prádelnou. Dům měl ústřední vytápění, jehož rozvody šly středem stavby a radiátory byly namontovány přímo k tomuto vedení, čímž odpadla nutnost delších rozvodů po domě. Z dochované fotodokumentace je patrný nábytek z ohýbaných kovových trubek.
Z roku 1939 pochází přístavba podsklepené terasy, která byla později upravena na uzavřenou verandu a okno v patře (v dětské ložnici) bylo vyměněno za dveře vedoucí na její pochozí střechu. Tato úprava pozměnila celkové vyznění domu. Původní okna byla později nahrazena moderními, stále však v bílých dřevěných okenních rámech. Dům byl oplocen.

## Památková ochrana
I když se v soutěži oceněný objekt architekta Svedlunda nedočkal sériového provedení, je právem řazen spolu s ostatními mezi několik evropských expozic moderního bydlení. Patrně v červnu 1983 byl dům prohlášen za kulturní památku. Památkový ústav jej ohodnotil jako „významný vývojový doklad moderní architektury“. Od listopadu 1990 je navíc součástí městské památkové zóny Zlín. V roce 2004 byl sice majitelkou podán návrh na zrušení památkové ochrany pro potřeby zateplení a dalších stavebních úprav, v lednu následujícího roku byl však ministerstvem kultury odmítnut.